# Concert voor kamerorkest
Het Concert voor kamerorkest op 55 (Noors: Konsert for kammerorkester) is een compositie van Johan Kvandal. Kvandal kreeg de opdracht voor dit werk van het muziekfestival Festspillene i Nord-Norge, dat zou plaatsvinden in Harstad. Het werd aldaar dan ook voor het eerst gespeeld en wel op 18 juni 1980. Daarna verdween het snel in de vergetelheid.
Van het werk is een niet-commerciële opname door het "Stavanger Radio Orkest" onder leiding van Thomas Briccetti. Het orkest ging al spoedig over in het Stavanger Symfoniorkester. Een andere niet-commerciële opname werd volgespeeld door het orkest van de Noorse omroep onder leiding van Hikotaro Yazaki.
Kvandal schreef het werk voor:
- 1 dwarsfluit, 1 hobo, 1 klarinet, 1 fagot
- 1 hoorn, 1 trompet, 1 trombone
- violen, altviolen, celli, contrabassen